# هيلين لينوار
هيلين لينوار (بالفرنسية: Hélène Lenoir)‏ (1955، نويي-سور-سين في فرنسا)؛ كاتِبة وروائية فرنسية.